# Rudolf Komorek

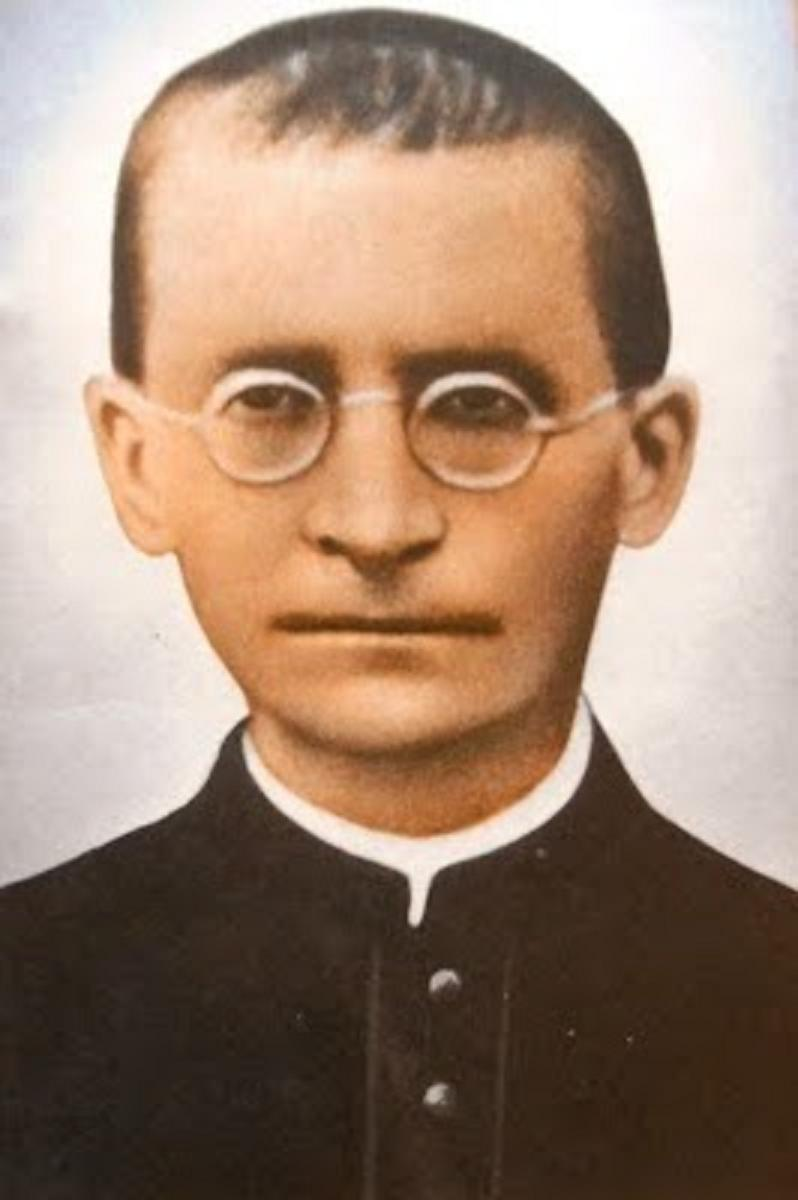
Rudolf Komorek, um 1915

Rudolf Komorek SDB (* 11. Oktober 1890 in Bielitz, Österreichisch-Schlesien; † 11. Dezember 1949 in São José dos Campos, Brasilien) war ein österreichischer Salesianer Don Boscos und Missionar.

## Leben
Komorek entschied sich, Priester zu werden, und ging 1909 ins Seminar. 1914 wurde er zum Priester des Bistums Breslau geweiht. Während des Ersten Weltkrieges war er Militärkaplan im Krankenhaus und an der Front. In Trento geriet er in italienische Kriegsgefangenschaft. 
Nach dem Krieg reifte seine Berufung zum Ordensleben und trat 1922 in das Noviziat der Salesianer Don Boscos in Klecza Dolna ein, mit dem Ziel Missionar zu werden. Im Oktober 1924 ging er nach Brasilien, um zunächst in São Feliciano für die polnischen Auswanderer Seelsorger zu sein. Er wirkte von 1929 bis 1934 als Pfarrvikar von Niterói in der Wallfahrtskirche Maria, Hilfe der Christen, dann von 1934 bis 1936 in Luiz Alves und in Santa Catarina für die italienischen und polnischen Einwanderer. 1936 war er Beichtvater und Lehrer der Aspiranten des Salesianerordens in Lavrinhas. Der polyglotte und auf Inkulturation achtende Komorek wirkte immer unter den Armen, Benachteiligten, Kranken und Sterbenden. Schließlich kam er selbst erkrankt nach São José dos Campos als letzte Station, wo er noch acht Jahre als Seelsorger wirkte, bevor er dort auch starb und beigesetzt wurde. 
Komorek starb im Ruf der Heiligkeit, weshalb am 31. Januar 1964 der Prozess der Seligsprechungsprozess eröffnet wurde. Am 6. April 1995 wurde er von Papst Johannes Paul II. zum ehrwürdigen Diener Gottes erhoben. 
Nach Komorek wurde der Zentralfriedhof von San José dos Campos, Jabaquara, einem Stadtbezirk von São Paulo und Vila Santa Rosa (Belo Horizonte) benannt.